# Mary Seacole
Mary Jane Seacole (Kingston, 23 de novembro de 1805 — Londres, 14 de maio de 1881) foi uma enfermeira jamaicana destacada pela sua dedicação pessoal no decurso da Guerra da Crimeia. Estabeleceu o British Hotel, onde providenciou alojamento a militares doentes e convalescentes, e socorreu feridos no campo de batalha. A sua popularidade entre os combatentes levou a que fosse angariado dinheiro em sua causa quando esteve sujeita à miséria após a guerra.
Apesar dos seus feitos serem comparáveis aos de Florence Nightingale, veio a ser reconhecida publicamente a partir de 1973 com a redescoberta da sua autobiografia, Wonderful Adventures of Mrs. Seacole in Many Lands, dentre as primeiras por uma mulher mestiça. Foi postumamente agraciada com a Ordem de Mérito Jamaicana em 1991 e votada como a maior personalidade negra britânica em 2004.
A inauguração de uma estátua em sua honra, no Hospital de St Thomas, que inclui uma descrição sua como "pioneira" gerou algumas opiniões dissonantes. Também gerou controvérsia a proposta da sua exclusão do currículo escolar britânico.

## Biografia
Era filha de um oficial escocês e de uma mulher negra livre, tendo nascido numa época em que a escravidão ainda não tinha sido abolida no Império Britânico. Sua mãe praticava medicina tradicional, cuidando de militares inválidos na sua pensão. Assim, Mary cresceu aprendendo a tratar os doentes e combater as doenças epidêmicas, já que eram comuns os casos de cólera e febre amarela. Aprimorou seus conhecimentos atuando nas Bahamas, Haiti, Cuba e Panamá, também afetados por epidemias de doenças tropicais.
Em 1854, inscreveu-se para participar da equipe de enfermagem liderada por Florence Nightingale para cuidar dos soldados feridos na Guerra da Criméia. Não foi aceita, apesar das cartas de recomendação dos governos da Jamaica e do Panamá. Inconformada com a recusa, arrecadou fundos para viajar por conta própria à frente de batalha. Com o dinheiro que obteve montou o British Hotel, um hotel onde vendia comida e bebida aos soldados para, assim, custear as despesas do atendimento a doentes e feridos dos dois lados. Passou a ser chamada de Mãe Seacole.
Voltou para a Inglaterra em 1856, com o fim da guerra. Tentou em seguida repetir a iniciativa na Índia, mas não conseguiu os fundos necessários.
Mary Seacole, a brava enfermeira jamaicana, faleceu de um ataque de apoplexia, em 1881. 

## Legado
Apesar do reconhecimento em vida por parte dos soldados de quem havia cuidado, Mary Seacole foi ignorada quando o Memorial da Guerra da Crimeia foi erigido em Londres, em 1915. Seu nome ficou praticamente esquecido durante décadas, até que a enfermeira britânica Elsie Gordon, que editava a publicação Nursing Mirror, encontrou uma cópia da sua autobiografia numa loja de livros usados. Dentro do livro havia um pedaço de papel que ajudou Gordon a encontrar o túmulo de Seacole, em Kensal Green.
Com a redescoberta de sua história, Mary Seacole foi homenageada tanto no Reino Unido quanto na Jamaica, onde dá nome à sede da Associação Jamaicana de Enfermagem.